# Postava k podpírání
Postava k podpírání je československý film, který natočili režiséři Pavel Juráček a Jan Schmidt v roce 1963. Film měl premiéru roku 1964 a patří k československé nové vlně.
Film je velmi kritický ke komunistickému režimu[ujasnit] a ukazuje počátky filmu Případ pro začínajícího kata, který Pavel Juráček natočil v roce 1969.

## Obsazení
| Karel Vašíček      | Jan Herold                     |
| Consuela Morávková | prodavačka v půjčovně koček    |
| Ivan Růžička       | úředník (mluví Jaromír Spal)   |
| Pavel Bártl        | Kilián                         |
| Jiří Stivín        | hudebník s klarinetem          |
| Jaroslav Zrotal    | muž v kartotéce                |
| Stanislav Michler  | muž na ulici (mluví Jan Pohan) |
| Eduard Pavlíček    | brýlatý muž na magistrátě      |
| Ladislav Smoljak   | úředník                        |
| Karel Čáslavský    | muž na schodech                |
| Pavla Maršálková   | hlas Heroldovy matky           |

## Přijetí v zahraničí
Po promítnutí na Západoněmeckých dnech krátkého filmu (Oberhausen, 1964) byla Postava k podpírání západní filmovou kritikou kladně přijata. Kritici poukazovali na inspiraci dílem Franze Kafky (hlavní hrdina filmu Josef Kilián připomíná jménem Kafkova Josefa K. z románu Proces) a na surrealistický charakter díla. Upozorňovali též na symboly období destalinizace, a všemocné byrokracie, které se ve filmu objevují. Naopak socialistická kritika NDR psala o „mylné koncepci“.

## Autorova charakteristika filmu
Na otázku „Jaký záměr jste sledovali při realizaci filmu?“ Pavel Juráček odpověděl:
| „                           | Vytvořit bizarní model současného světa a demonstrovat na něm, že řadový občan nemá v podmínkách kultu osobnosti vůbec žádnou šanci proti anonymní moci | “ |
| — Pavel Juráček, Kino, 1964 | |   |

## Ocenění
- Grand Prix 1964 Internationale Kurzfilmtage Oberhausen
- FIPRESCI Prize 1964 Internationales Filmfestival Mannheim-Heidelberg